# Cryphia perla
Cryphia perla là một loài bướm đêm trong họ Noctuidae.